# Vardan III Mamikonian
Pour les articles homonymes, voir Vardanès et Vardan Mamikonian.
Vardan III Mamikonian (en arménien Վարդան Գ Մամիկոնյան) est un noble arménien de la famille des Mamikonian, qui fut sparapet (« généralissime ») et marzpan (« gouverneur ») avant de devoir se réfugier en 572 dans l'Empire byzantin.

## Biographie
Vardan III est cité pour la première fois dans une lettre du catholicos Nersès II qui donne la liste des différents souscripteurs du second concile de Dvin, en 555. Il y figure comme fils de Vasak Mamikonian et frère de Grigor Mamikonian. Ce frère et ce père ont été rapprochés de nobles d'origine arménienne cités par Procope. En effet, il parle du général Artabanès, général de la famille des Arsacides réfugié à Byzance en 542, qui est beau-frère d'un Bassakès, général en 539 et en 542 et oncle d'un Grégorios, capitaine en 546. « Bassakès » est la forme grecque de « Vasak » et Christian Settipani identifie ce Bassakès et ce Grégorios au père et au frère de Vardan.
En 572 (ou 571), Sourên, le marzpan perse d'Arménie, qui, faisant preuve de zèle, relance les persécutions mazdéennes, cherche à affaiblir les nakharark arméniens et assassine le meneur Mamikonian, Manouel, frère de Vardan. Avec l'aide du catholicos Hovhannès II Gabeghian, ce dernier entre alors en révolte, conclut secrètement des alliances avec l'empereur byzantin Justin II, les Albaniens et les Géorgiens, et rassemble 10 000 hommes ; après s'être enfui à Ctésiphon, Sourên revient avec une armée mais est défait à Dvin le 23 février 572 et est tué. La capitale est cependant reprise par les Perses, forçant Vardan et le catholicos, suivis d'évêques et de nakharark, à se réfugier à Constantinople, où ils auraient été forcés de communier avec les Grecs à Sainte-Sophie.
Justin II offre alors sa protection à l'Arménie, et, avec son aide, Vardan reprend Dvin et vainc l'empereur sassanide Khosro Ier. L'armistice de 575 voit cependant le retour des Perses en Arménie, obligeant à nouveau Vardan et le catholicos à se réfugier en terres byzantines. Vardan s'installe alors en Asie Mineure occidentale. Il est possible qu'il y fasse souche, car les textes byzantins mentionnent régulièrement plusieurs personnages du nom de Bardanès, l'équivalent byzantin de son prénom.